# Santa Severina
Santa Severina é uma comuna italiana da região da Calábria, província de Crotone, com cerca de 2.326 habitantes. Estende-se por uma área de 51 km², tendo uma densidade populacional de 46 hab/km². Faz fronteira com Belvedere di Spinello, Caccuri, Castelsilano, Rocca di Neto, Roccabernarda, San Mauro Marchesato, Scandale.
Pertence à rede das Aldeias mais bonitas de Itália. É a cidade natal do papa Zacarias.

## Demografia
| Variação demográfica do município entre 1861 e 2011                               |
|                                                                                   |
| Fonte: Istituto Nazionale di Statistica (ISTAT) - Elaboração gráfica da Wikipedia |

## Cultura
Na cidade há uma festividade cultural, que é realizada todos os anos no mês de agosto, com foco na música tradicional italiana.[carece de fontes?]

## Cidades gêmeas
- Mangalia, Romênia